# 대안중학교
대안중학교(大安中學校)는 대한민국 경기도 안양시 동안구 호계동에 있는 공립 중학교이다.

## 학교 연혁
- 1984년 1월 16일 : 대안중학교 설립인가
- 1984년 3월 1일 : 초대 목세균 교장 취임
- 1984년 3월 6일 : 제1회 신입생 514명 (8학급) 입학
- 1984년 6월 5일 : 개교식
- 1987년 2월 19일 : 제1회 졸업 (512명)
- 2023년 9월 1일 : 제13대 김선대 교장 취임
- 2024년 1월 5일 : 제38회 졸업식(7학급 206명, 누계 14,245명)
- 2024년 3월 4일 : 제41회 입학식(6학급 166명)

## 참고 자료
- 대안중학교 - 한국교육학술정보원 학교알리미